# Sepúlveda
Sepúlveda es un municipio y villa española de la provincia de Segovia, en la comunidad autónoma de Castilla y León. El término municipal tiene una población de 988 habitantes (INE 2024). La localidad, declarada conjunto histórico-artístico, está situada en el entorno del parque natural de las Hoces del Río Duratón y alberga el centro de interpretación de este.

## Toponimia
No se conoce con seguridad el origen de este topónimo, pero parece que es prerromano. Hay teorías que lo derivan del nombre del castro celtíbero Seppobrica. Otras que procede del término sep(d)urbeda, compuesto por sepp-/sep-/seppo- ‘fluir’, dur-/tur- ‘corriente de agua’ y bhedho ‘foso, canal’ o beda ‘sierra’, con el significado final de «río del foso» o «río de la sierra».
Posteriormente, los escribanos medievales, que tendían a adaptar los topónimos a una palabra latina reconocible —dando lugar a latinismos imposibles—, lo deformaron y a partir del siglo X se documenta la forma Septempublica y su derivado Sepulvega. En la segunda mitad del siglo XV los derivados latinos de Septem Publica fueron desapareciendo, siendo sustituidos por sus evoluciones castellanizadas, que dieron en último lugar al nombre Sepúlveda.

## Geografía

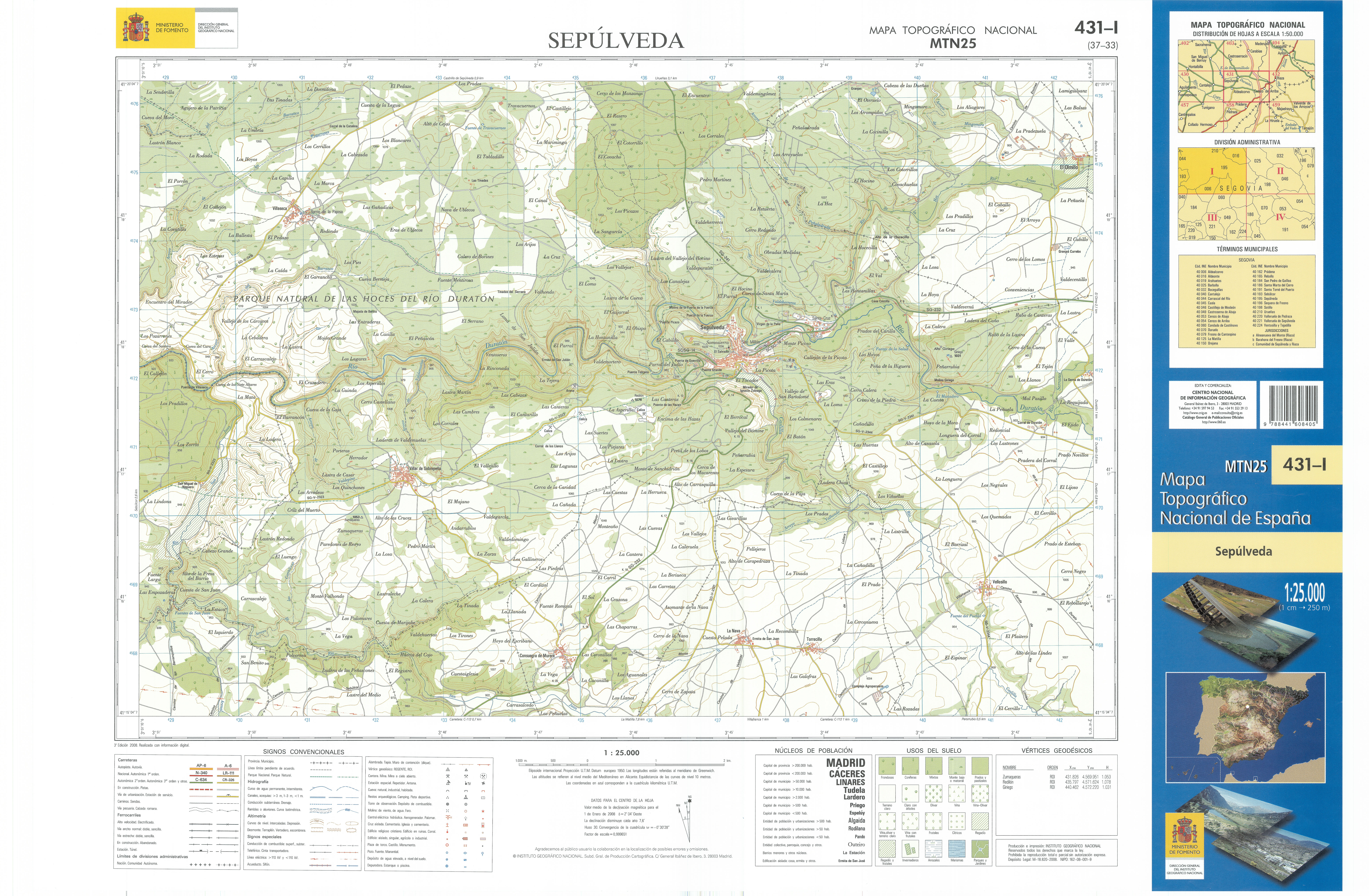
Hoja 431-I del Mapa Topográfico Nacional de España a escala 1:25 000 de 2008 en la que se representa parte de Sepúlveda

Su término histórico se correspondía con el del ochavo de Sepúlveda, compuesto exclusivamente por la villa y el arrabal histórico de Santa Cruz, sin embargo, y desde finales del siglo XX, el municipio viene incluyendo también los siguientes núcleos de población:
- Aldehuelas de Sepúlveda (municipio independiente hasta 1857, después lo compartió con Hinojosas del Cerro)[6]
- Castrillo de Sepúlveda (municipio independiente hasta 10/03/1970)[6][7]
- Consuegra de Murera (municipio independiente hasta 1857,[6] y perteneciente al municipio de Aldealcorvo desde entonces hasta 1973)[6][8]
- Duratón (municipio independiente hasta 26/05/1970)[6][9]
- Hinojosas del Cerro (municipio independiente hasta 10/03/1970)[6][7]
- Perorrubio (municipio independiente hasta 10/03/1970)[6][7]
- Tanarro (antiguo barrio de Perorrubio)[10]
- Vellosillo (municipio independiente hasta 1857, en que se incorporó al extinto municipio de Perorrubio)[6]
- Villar de Sobrepeña (municipio independiente hasta 16/07/1973)[6][11]
- Villaseca (municipio independiente hasta 10/03/1970)[6][7]
- Barrio de Las Hontanillas, urbanización de reciente construcción.

Sepúlveda pertenece a la Comunidad de Villa y Tierra de Sepúlveda, de la que es villa cabecera y al partido judicial del mismo nombre del que es cabeza, ubicado en el nordeste de la provincia de Segovia. Está a 55 km de Segovia capital, a 137 km de Burgos, a 119 km de Madrid (por la A-1) y a 115 km de Valladolid.
| Noroeste: Carrascal del Río | Norte: Valle de Tabladillo, Urueñas, enclave de El Olmillo (Aldeonte) | Noreste: Barbolla                        |
| Oeste: Sebúlcor             |                                                                       | Este: Sotillo                            |
| Suroeste: Cantalejo         | Sur: San Pedro de Gaíllos, Aldealcorvo y Condado de Castilnovo        | Sureste: Duruelo y Santa Marta del Cerro |

## Historia

### Prehistoria y Edad Antigua
Los primeros datos sobre la ocupación de Sepúlveda hacen referencia a la II Edad del Hierro, entre los siglos V y II a. C., cuando se documenta la existencia de un enclave urbano (oppidum) arévaco (tribu celtibérica) en el cerro de Somosierra, al oeste de la villa. A esta pequeña ciudad pertenecía la necrópolis de incineración de La Picota.
A inicios del siglo I a. C., entre 98 y 93 a. C., el alto valle del Duratón fue conquistado por el cónsul romano Tito Didio, quien debió desalojar el núcleo indígena de Sepúlveda y fundar una nueva ciudad en el vecino lugar de Los Mercados, junto a Duratón (pueblo agregado o barrio de Sepúlveda), a siete kilómetros, donde se localiza la Confluenta de Ptolomeo (2.6.55). Este nuevo núcleo urbano administró y gestionó el territorio del valle alto del Duratón hasta el siglo V d. C. Desde el siglo I a. C. en Sepúlveda posiblemente solo se desarrollaría una pequeña aldea, adscrita al territorio confluentiense, aunque en sus inmediaciones se situaron varios santuarios romanos rurales, el de Bonus Eventus en Puente Talcano, el de Diana en Cueva Labrada y, quizás, el de Eburianus en Puente Giriego.

### Edad Media
Con la ocupación visigoda, la ciudad de Confluenta (Duratón) se va transformando solo en una aldea, entre los siglos V y VII d. C., para quedar desocupada en el siglo VIII d. C. Los restos de la necrópolis de Duratón documentan esta etapa. Se desconoce si en Sepúlveda se estableció ya una primera población visigoda, desde la cual se desarrollaría el núcleo medieval.
La villa de Sepúlveda es citada por primera vez en la Crónica de Alfonso III. En estas crónicas se hace referencia al despoblamiento de la misma consecuencia de las correrías de Alfonso I. En el año 940 se le encarga a Fernán González, conde de Castilla, su repoblación que estabiliza una zona cristiana más allá del río Duero. Existe una leyenda en la cual se cuenta la lucha de Fernán González y el alcalde musulmán Abubad. Esta leyenda, trasmitida por el abad de Arlanza, fray Gonzalo de Arredondo, está reflejada en la fachada de la llamada "casa del Moro". Fernán González dio fuero a Sepúlveda en su repoblación.

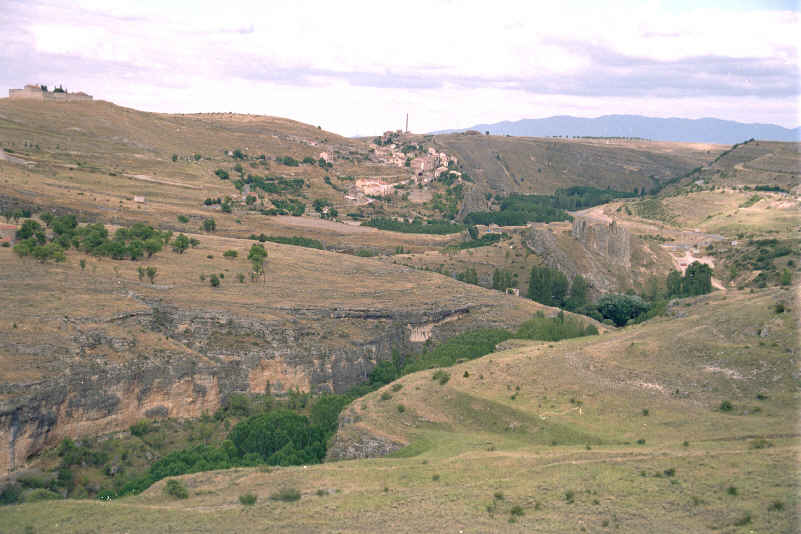
Hoces del río Duratón y Sepúlveda al fondo

En el año 979 Almanzor intenta recuperar la villa sin éxito pero años más tarde, en el 984 la recuperaría, pero los castellanos la volverían a perder en los años 984 y 986. En 1010 la villa pasa definitivamente a manos cristianas al ser tomada por Sancho García, nieto de Fernán González.
El fuero de Sepúlveda fue confirmado en varias ocasiones. El testimonio documental más antiguo es el latino de Alfonso VI de 1076. Este fuero encarnaba el Derecho en la Extremadura Castellana. Ampliado posteriormente y codificado en 1300, fue otorgado a otras poblaciones como a Zaragoza y Teruel y, a partir de Uclés, a muchas poblaciones de la Orden de Santiago. El territorio en el que el fuero tenía vigencia no era solo la villa de Sepúlveda y su ochavo, sino que se extendía en lo que se definió como Comunidad de Villa y Tierra de Sepúlveda que todavía existe. Esta comunidad abarca 37 municipios.
En 1111 en tierras de Sepúlveda se produjo la batalla de Candespina (hoy Fresno de Cantespino) en la que Alfonso I de Aragón y el conde Enrique de Portugal se enfrentaron y vencieron a la reina Urraca, mujer de Alfonso I de Aragón. Esta victoria dio como resultado la independencia de Portugal y la incorporación de Sepúlveda a la Corona aragonesa.
Los judíos fueron expulsados en 1468 y poco después se reconoce la soberanía de los futuros Reyes Católicos, en contra de Enrique IV de Castilla.

### Edad Moderna

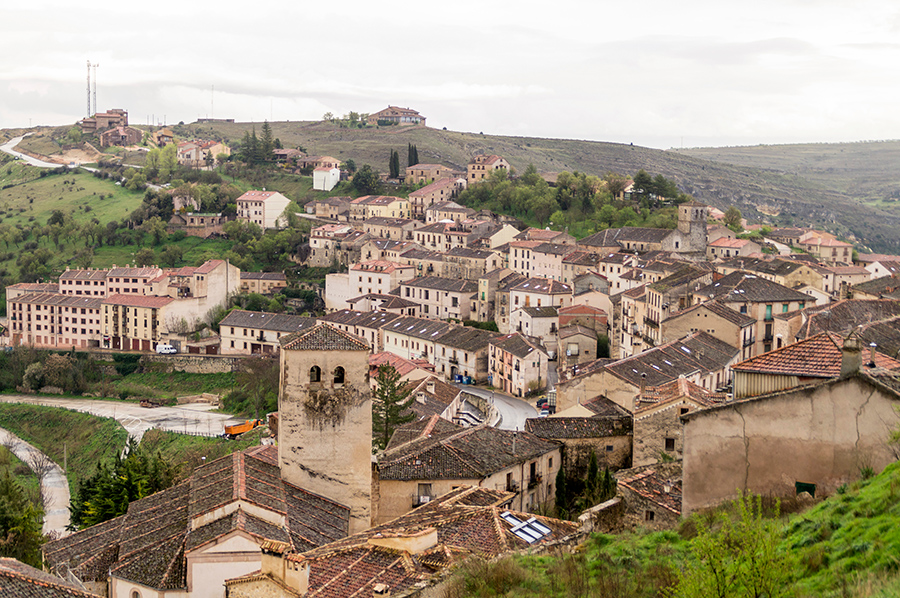
Sepúlveda. Conjunto histórico

Durante la guerra de las Comunidades de Castilla, cuando Rodrigo Ronquillo sitió Segovia en junio de 1520, esta ciudad le pidió el 22 de ese mes que definiera su postura ante la situación. La respuesta, al parecer, fue ambigua o simplemente negativa, por lo que un mes después volvió a insistir para que la auxiliase y jurara hermandad con los comuneros. En esta ocasión, Sepúlveda se negó abiertamente. Tampoco manifestó mucho entusiasmo de estar lado del rey; su postura fue más bien de neutralidad. Así, cuando el secretario real Lope Hurtado de Mendoza pasó por la villa para reclutar a las guardas viejas del reino destinadas a ir a Navarra y para convencerla de que se uniese decididamente a la causa realista, obtuvo respuestas disuasorias. El 11 de octubre el capitán comunero Pedro Girón también se personó en Sepúlveda para recoger las tropas veteranas de la expedición de Djerba. El concejo nuevamente manifestó su indiferencia hacia el conflicto. Segovia insistió el 15 de octubre enviando a Gabriel de Villareal como emisario, meses después el capitán realista, el conde de Haro, pidió recursos al concejo, y en marzo la Santa Junta comunera solicitó su apoyo. Pero en vano, Sepúlveda decidió desentenderse de la guerra civil.
El rey Carlos III visita la villa en el siglo XVIII regalando a su ayuntamiento un cuadro de su hijo Carlos IV a la edad de diecisiete años. Este cuadro es expone en el salón de plenos del ayuntamiento de la Villa.

### Edad Contemporánea

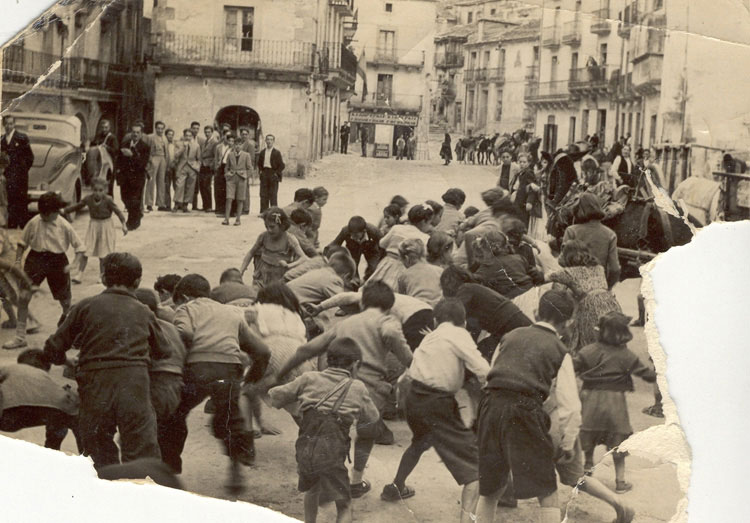
Grupo de personas en la localidad en el

Durante la guerra de la Independencia se produjo la Acción de Sepúlveda, el único combate en el que intervino la Guardia Imperial de Napoleón en toda la guerra. Esta acción se salda con un fracaso para las armas francesas que no logran destruir a las fuerzas españolas que, primero se retiran hacia Sepúlveda y luego, sin ser molestadas, hacia Segovia. La acción de Sepúlveda supuso un retraso del avance de Napoleón hacia Madrid previo a la batalla de Somosierra. Sepúlveda fue asediada por las tropas francesas y en su territorio actuó el Empecinado que tenía su base en las cuevas del Cañón del río Duratón.
En las guerras carlistas fue tomada en 1838 por el general Gómez. En la guerra civil española de 1936, Sepúlveda se mantuvo al lado del ejército levantado contra la república. Fue puesto de mando de las tropas que controlaban el paso por el puerto de Somosierra.
En 1951, Sepúlveda fue declarada conjunto histórico-artístico y, en enero de 2016, pasó a formar parte de la asociación Los pueblos más bonitos de España.

## Demografía
Cuenta con una población de 988 habitantes (INE 2024).
| Gráfica de evolución demográfica de Sepúlveda entre 1828 y 2021 |
| |
| Población según el Diccionario geográfico-estadístico de España y Portugal de Sebastián Miñano. Población de derecho según los censos de población del INE Población de hecho según los censos de población del INEEntre el censo de 1970 y el anterior, crece el término del municipio porque incorpora a 40505 (Castrillo de Sepúlveda), 40510 (Duratón), 40514 (Hinojosas del Cerro), 40530 (Perorrubio) y 40541 (Villaseca) Entre el censo de 1981 y el anterior, crece el término del municipio porque incorpora a 40227 (Villar de Sobrepeña) |

## Administración y política
Lista de alcaldes
| Periodo   | Nombre                                                                                   | Partido | Partido   |
| --------- | ---------------------------------------------------------------------------------------- | ------- | --------- |
| 1979-1983 | José María Sacristán Lozoya                                                              |         | UCD       |
| 1983-1987 | José María Sacristán Lozoya                                                              |         | AP-PDP-UL |
| 1987-1991 | Ismael Ortiz López                                                                       |         | PSOE      |
| 1991-1995 | Ismael Ortiz López                                                                       |         | PSOE      |
| 1995-1999 | Ismael Ortiz López                                                                       |         | PP        |
| 1999-2003 | Ismael Ortiz López                                                                       |         | PP        |
| 2003-2007 | Ismael Ortiz López                                                                       |         | PP        |
| 2007-2011 | Concepción Monte de la Cruz                                                              |         | PP        |
| 2011-2015 | Francisco Notario Martín                                                                 |         | PP        |
| 2015-2019 | Ramón López Blázquez                                                                     |         | PSOE      |
| 2019-2023 | Ramón López Blázquez                                                                     |         | PSOE      |
| 2023-act. | María Irene Michelena Rivas (2023 - 02.04.2025)Alonso Fernández Poza (02.04.2025 - act.) |         | PP        |

## Cultura

### Patrimonio
Sepúlveda cuenta con un gran número de monumentos, muchos de ellos declarados Bien de Interés Cultural. Su rico patrimonio, tanto civil como religioso, motivó su declaración como conjunto histórico-artístico en 1951.

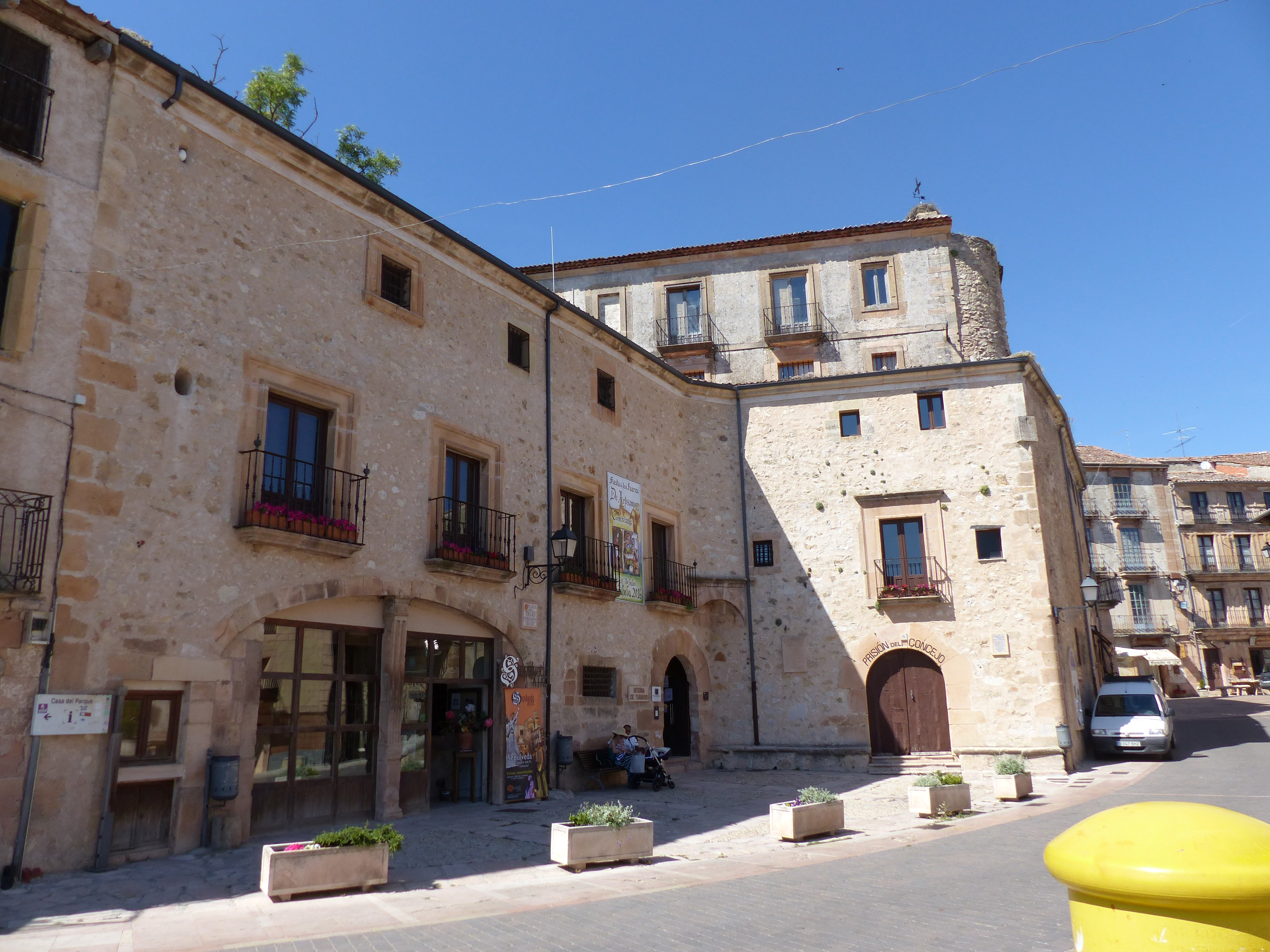
Antigua cárcel de Sepúlveda

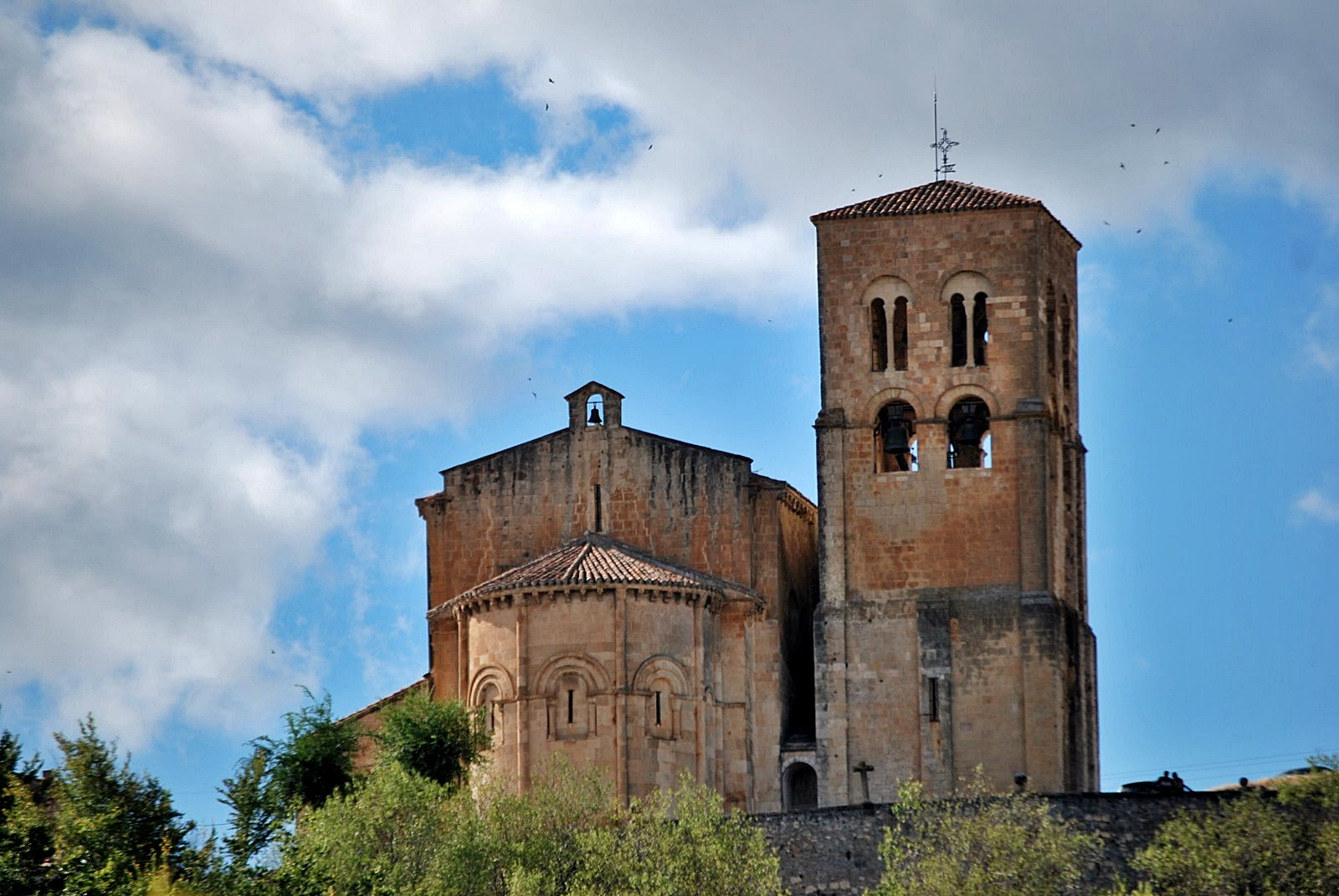
Iglesia de San Salvador, una de las iglesias románicas de Sepúlveda

#### Arte prehistórico
- Arte Rupestre: Duratón (B.I.C.) en Castrillo de Sepúlveda, Sepúlveda y Villaseca
- Zona arqueológica: necrópolis visigótica y yacimientos Los Mercados (B.I.C.) en Duratón
- Zona arqueológica: cueva de los Siete Altares (B.I.C.) en Villaseca

#### Arquitectura civil
Sus monumentos civiles más importantes son:
- Castillo de Fernán González (B.I.C.). El castillo de Sepúlveda, fue una fortaleza romana, una alcazaba árabe, y reconstruida en tiempos del conde Fernán González. Adosado a la parte inferior de sus torreones un edificio del siglo XVIII, con balconada corrida, soporta el reloj de la plaza. Está incluido en la Lista roja de patrimonio en peligro de la asociación para la defensa del patrimonio Hispania Nostra.
- Antigua cárcel de Sepúlveda. De sus tres plantas, la inferior y superior estuvieron siempre destinadas al uso como prisión, mientras que la intermedia es la que más modificaciones y utilidades ha experimentado. Fue Casa del Concejo hasta que se construyó un ayuntamiento nuevo al otro lado de la plaza en 1870, y entonces pasó a ser la vivienda del jefe de la prisión. En 2014 fue acondicionado para acoger un museo de carácter didáctico y divulgador que muestra el uso y las formas de vida en este tipo de cárceles. En ella se encuentra la Oficina de Turismo de la localidad.[18]
- Casa del Conde de Sepúlveda. Es una de las muchas casas-palacio de la villa. Tiene un balcón-retablo heráldico sostenido por cariátides, y contiene diversos elementos arquitectónicos y decorativos. El condado de Sepúlveda fue un título creado por la reina Isabel II.
- Casa de los Proaño. Conocida popularmente como Casa del Moro, es una casa-palacio. Destaca la fachada plateresca cuyo frontón está presidido por la cabeza de un moro sobre un alfanje, elemento que alude a la legendaria toma de Sepúlveda por el conde Fernán González. En los laterales del balcón principal se encuentran los escudos de armas de la familia, en los que el motivo de la cabeza del moro vuelve a repetirse.[19]

#### Arquitectura religiosa

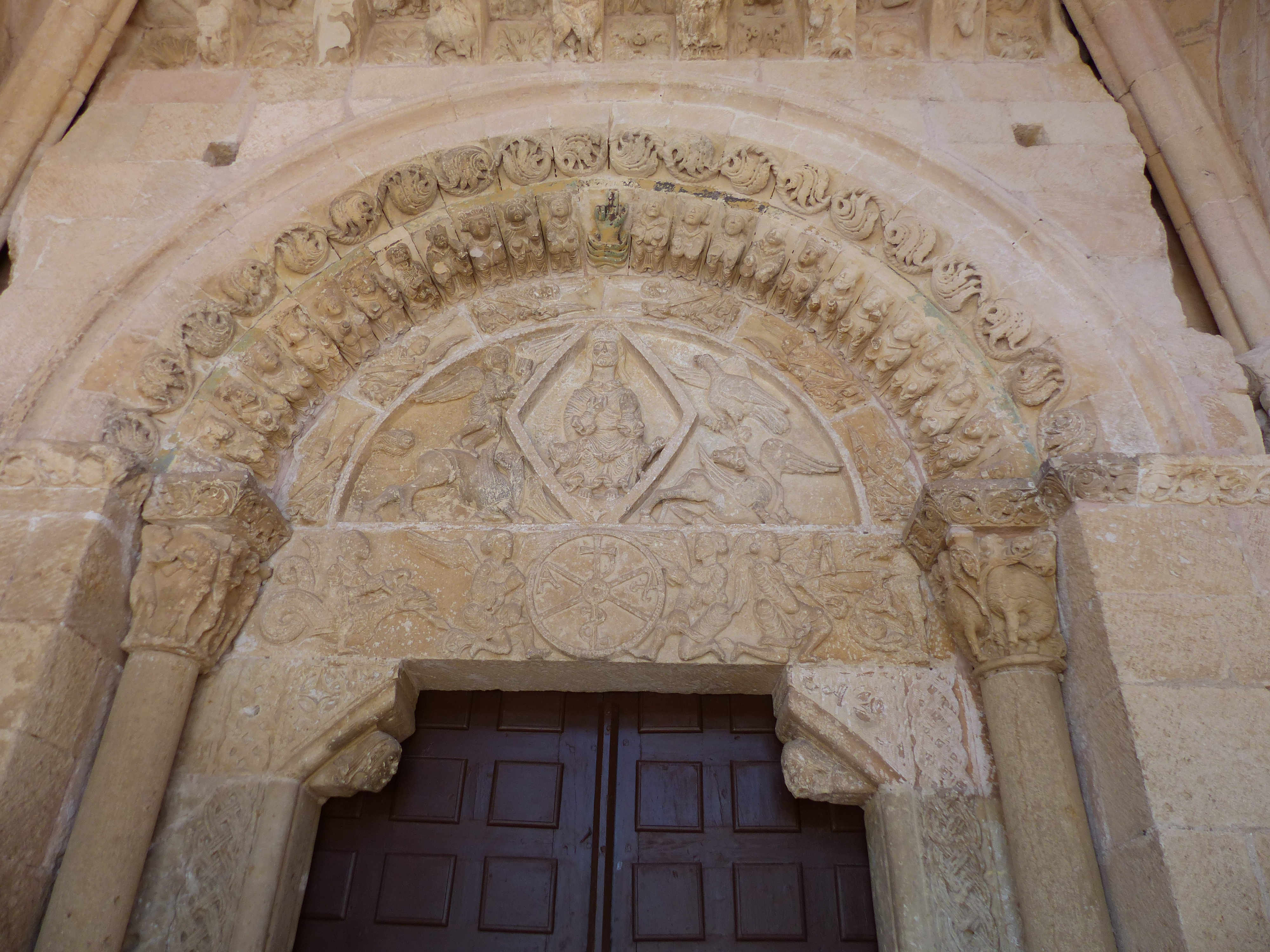
Virgen de la Peña. Portada románica

Del esplendoroso pasado medieval de Sepúlveda, han perdurado muchos templos románicos. Algunos de ellos son:
- Iglesia de San Pedro (B.I.C.), en Perorrubio.
- Iglesia de la Virgen de la Peña (B.I.C.), en Sepúlveda. Es una iglesia románica, del siglo XII. De una sola nave, cubierta con bóveda de cañón de tres tramos, reforzada con arcos fajones que descansan en capiteles decorados y columnas adosadas al muro. Ábside semicircular, decorado con ajedrezado jaqués, que fue mutilado en época barroca por la construcción del camarín de la Virgen. Los canecillos del exterior están esculpidos. En el interior, al pie de la nave, coro elevado; en el presbiterio retablo barroco, del siglo XVIII, con la imagen de la Virgen de la Peña, románica, probablemente del siglo XII. Es la patrona de Sepúlveda.[20] Torre románica adosada al muro norte, con tres cuerpos con arcos de medio punto. Galería porticada al sur en la que destaca la portada románica con tres arquivoltas.[21] La primera, la exterior, está decorada con una banda de motivos geométricos y vegetales, la segunda presenta a los ancianos del Apocalipsis y en la clave aparece la mano de Dios bendiciendo; esta arquivolta descansa sobre capiteles historiados y estos sobre columnas cilíndricas adosadas al muro. La tercera arquivolta, la del interior, muestra seis ángeles portando filacterias. En el tímpano se representa al pantocrátor inscrito en un rombo, en lugar de la habitual mandorla mística del románico, al que rodean los tetramorfos. En  el friso inferior un crismón sujeto por dos ángeles  ocupa la parte central, mientras que a la izquierda se reproduce un dragón cabalgado por un hombre armado con una lanza, y a la derecha el pesaje de las almas con el arcángel san Miguel y el demonio. En el dintel, las ménsulas ofrecen sendas cabezas humanas. Es Monumento Nacional desde 1931.

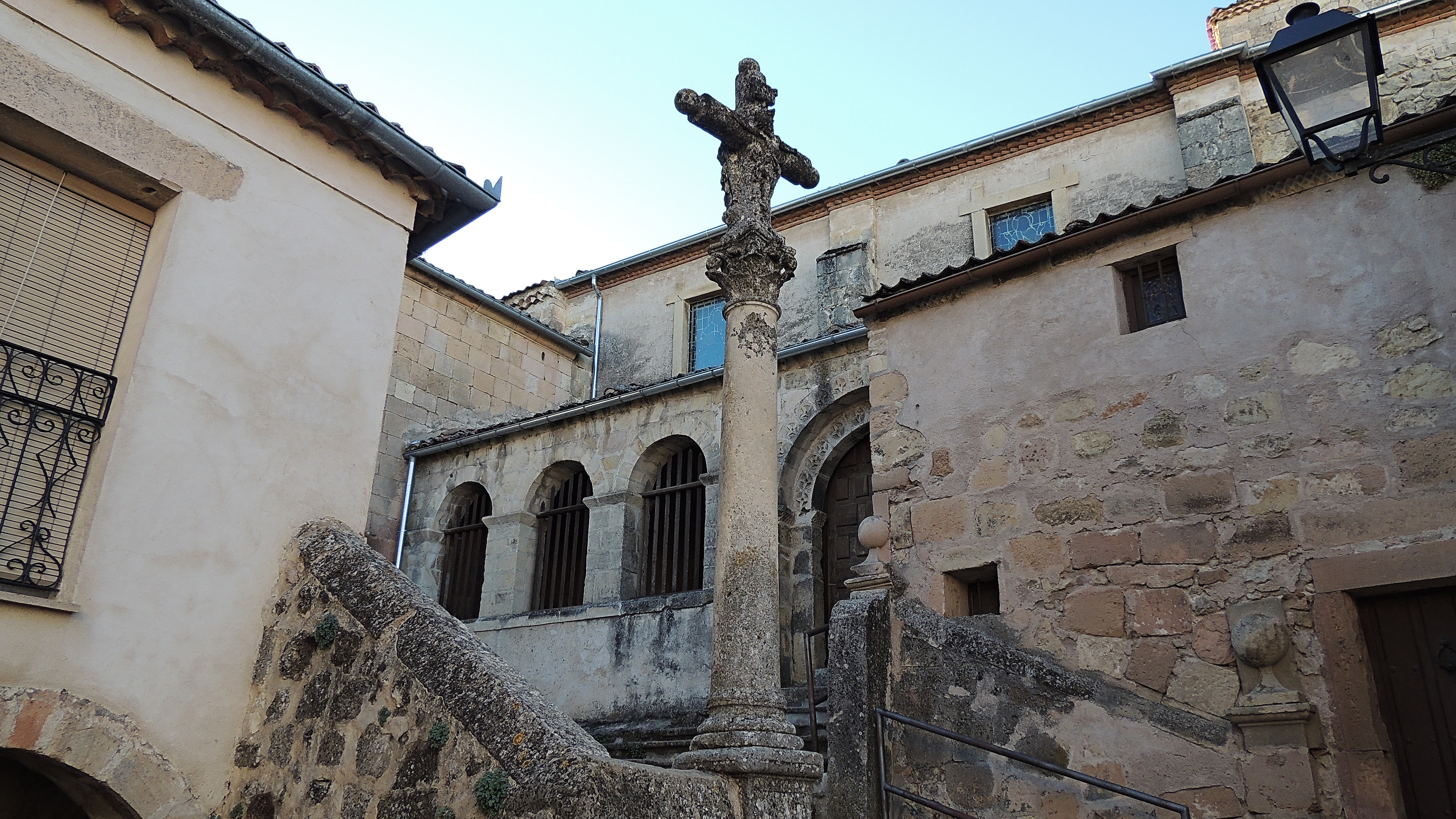
Crucero frente a la iglesia de San Bartolomé en Sepúlveda

- Iglesia de San Bartolomé. Románica, de los siglos XI-XII, posee una sola nave con dos capillas que forman un crucero y cubierta de madera. La torre, de sillería, está adosada a la iglesia.
- Iglesia de San Salvador (B.I.C.), en Sepúlveda. Se encuentra en la parte más elevada de la villa, su construcción iniciada en el siglo XI (año 1093) nos indica que es la más antigua de la provincia de Segovia y uno de los mayores exponentes del románico sepulvedano.
- Iglesia de San Justo (B.I.C.), en Sepúlveda. Actualmente es la sede del Museo de los Fueros. Es románica de los siglos XII y XIII, fue declarada Monumento Nacional en 1931. Es la única iglesia románica de Sepúlveda que cuenta con tres naves, algo que por otro lado es poco frecuente en el románico rural, lo que indica que se trataba de una construcción ambiciosa.
- Iglesia de Nuestra Señora de la Asunción en Duratón.
- Iglesia de Santiago. Actual casa del parque de las Hoces del Río Duratón. De una sola nave rectangular, tiene un ábside de cuarto de esfera de estilo mozárabe, de ladrillo con doble arquería y figuras geométricas. Cuenta con una cripta subterránea con tumbas del siglo X.[22]

### Fiestas
- Fiesta de Los Fueros. Se celebra el tercer domingo de julio. Incluye engalanamiento de las calles y plazas con estandartes, mercado medieval, iluminación de la villa con antorchas, actuación de música y teatros callejeros. Conmemora el fuero otorgado a la villa por el conde Fernán González (confirmado por Alfonso VI de León en 1076).
- El Diablillo. Se celebra el 23 de agosto (víspera de San Bartolomé). A las 10 de la noche, se apagan las luces de la villa y bajan, por la bella escalinata de la iglesia de San Bartolomé, seis mozos, por turnos, disfrazados de Diablillos con luces a ambos lados de la cabeza dando escobazos al gentío para recordar que, según la tradición, es la única noche del año en que San Bartolomé deja correr a sus anchas al Diablillo. Tras 20 minutos de carreras y caos, salen los seis Diablillos juntos para realizar la última carrera y subir, hasta el año siguiente, la escalera de la iglesia de San Bartolomé, momento en el que se enciende el alumbrado y la fiesta y el jolgorio inundan las calles de Sepúlveda, preludiando las Fiestas de los Santos Toros.
- Fiestas de los Toros. El último fin de semana de agosto (de jueves a lunes) se celebran las Fiestas de los Toros, conocidas entre los sepulvedanos como las de Los Santos Toros -Lo decía así un sacerdote de la villa para recriminar su carácter pagano. En ellas destacan las peñas, que tienen sus locales en cuevas naturales, los encierros de toros y novillos, los encierros infantiles (los más antiguos de España), las charangas, corridas de toros y las orquestas.
- San Miguel. El 29 de septiembre (festividad de San Miguel Arcángel) se celebran las fiestas en honor de la patrona de la Comunidad de Villa y Tierra de Sepúlveda, la Virgen de la Peña (cuya iglesia está situada encima de una de las Hoces más espectaculares del Duratón).
- Minerva. Una tradición de gran belleza y que data de los tiempos medievales es la llamada Misa de Minerva, que la Cofradía del Corpus Christi celebra el tercer domingo de cada mes y que consiste en una misa en la iglesia de El Salvador, una de las primeras del Románico Segoviano, y tras la que se celebra una procesión por el pórtico de dicha iglesia con el Santísimo Sacramento bajo palio.

### Gastronomía
La gastronomía típica sepulvedana tiene una larga tradición en el cordero asado, el cordero lechal asado hecho en horno de leña, la sopa castellana y el bacalao. En repostería destaca el ponche segoviano o los bollos de la tierra.